# Завземане: Враг
Завземане: Враг беше кеч събитие, продуцирано от WWE, под тяхната развиваща се марка NXT, излъчено по Мрежата на WWE.
Проведе се на 11 февруари 2015 във Full Sail University в Уинтър Парк, Флорида и включваше 6 мача в излъченото събитие и 1 тъмен мач. Шоуто е четвърто под името „Завземане“, серии само по Мрежата на WWE. Главния мач беше този на Сами Зейн, който защитаваше Титлата на NXT срещу бившия си приятел Кевин Оуенс. Този мач напомня тяхната споделена история преди Федерацията. Шоуто включваше и Шарлът, която защитаваше Титлата при Жените на NXT срещу Саша Бенкс, Беки Линч и Бейли в мач Фатална Четворка, както и Блейк и Мърфи, които защитиха Отборните Титли на NXT срещу бившите шампиони Луча Драконите, който получиха техния реванш, финала на Турнира за Главен претендент за Титлата на NXT и два допълнителни мача.

## Продукция

### Заден план
Кеч сериите Завземане започнаха от 29 май 2014 като разширяващата се марка на WWE, NXT излъчиха второ събитие по Мрежата на WWE, обявено като Завземане. В последващи месеци „Завземане“ стана марка, използвана за техните NXT събития на живо, тъй като водеха Завземане: Фатална четворка и Завземане: Р Еволюция преди Враг. 

### Сюжети
Завземане: Враг включваше кеч мачове с участието на различни борци от вече съществуващи сценични вражди и сюжетни линии, които се изиграват по NXT. Борците са добри или лоши, тъй като те следват поредица от събития, които са изградили напрежение и кулминират в мач или серия от мачове.

## Резултати
| #                                                                     | Резултати                                                                   | Правила                                                  | Време |
| 1D                                                                    | Ензо Аморе и Колин Касиди победиха Водевиланите (Ейдън Инглиш и Саймън Гоч) | Отборен мач                                              | N/A   |
| 2                                                                     | Идео Итами победи Тайлър Брийз                                              | Сингъл мач                                               | 08:13 |
| 3                                                                     | Барън Корбин победи Бул Демпси                                              | Мач Без Дисквалификации                                  | 04:15 |
| 4                                                                     | Блейк и Мърфи (ш) победиха Луча Драконите (Син Кара и Калисто)              | Отборен мач за Отборниъе Титли на NXT                    | 08:10 |
| 5                                                                     | Фин Балър победи Ейдриън Невил                                              | Мач за определяне на Главен претендент за Титлата на NXT | 12:45 |
| 6                                                                     | Саша Бенкс победи Шарлът (ш), Бейли и Беки Линч                             | Мач Фатална Четворка за Титлата при Жените на NXT        | 12:28 |
| 7                                                                     | Кевин Оуенс победи Сами Зейн (ш) чрез спиране от съдията                    | Сингъл мач за Титлата на NXT                             | 23:27 |
| (ш) – указва шампиона/шампионите в мача; D – показва, че мача е тъмен |                                                                             |                                                          |       |